# Homalodisca robusta
Homalodisca robusta är en insektsart som beskrevs av Schröder 1957. Homalodisca robusta ingår i släktet Homalodisca och familjen dvärgstritar. Inga underarter finns listade i Catalogue of Life.